# Спатару (Олт)
Спатару (рум. Spătaru) насеље је у Румунији у округу Олт у општини Кунгреа. Oпштина се налази на надморској висини од 225 m.

## Становништво
Према подацима из 2002. године у насељу је живело 435 становника, од којих су сви румунске националности.